# Alexgeorgea subterranea
Alexgeorgea subterranea là một loài thực vật có hoa trong họ Restionaceae. Loài này được Carlquist mô tả khoa học đầu tiên năm 1976.